# Cneoroideae
Sous-famille
Synonymes
- Dictyolomatoideae[2]
- Ptaeroxylaceae J.Leroy, 1960[2]
- Cneoraceae Link, 1829 nom. cons.[2]
- Spathelioideae Engl., 1896[2]
- Spatheliaceae J.Agardh, 1858[2]

Les Cneoroideae sont une sous-famille de plantes à fleurs de la famille des Rutaceae. Cette sous-famille comprend huit genres et une trentaine d'espèces. Cneorum en est le genre type.

## Liste des genres
Selon Catalogue of Life (7 avril 2021) :
- Bottegoa Chiov.
- Cedrelopsis Baill.
- Cneorum L.
- Dictyoloma A. Juss.
- Harrisonia R. Br. ex A. Juss.
- Ptaeroxylon Eckl. & Zeyh.
- Sohnreyia K. Krause
- Spathelia L.